# 内田八幡宮
内田八幡宮（うちだはちまんぐう）は、山鹿市菊鹿町下内田字宮ノ本に所在する八幡宮。「肥後国誌」では『正一位八幡宮』と記述されている。旧社格は村社。

## 祭神、祭礼
祭神は応神天皇、健磐龍命、高良宮、武内宿禰。祭礼は3月15日。

## 歴史
創建年は「肥後国誌」では平安時代の大治3年(1128年)また天承元年(1131年)とし、寛永年間成立の当社縁起では天承元年(1131年)としている。
「肥後国誌」によると菊池経直が豊前国の宇佐八幡宮より勧請し神領15町5反寄付して創建したという。その後、山鹿郡で勢力を拡大した国人で大和源氏でもある隈部氏にも崇拝され、隈部忠直より高橋村5町5反の寄付を、隈部親永より内田村、長(永)野村3町8反の寄付を受ける。貞享4年(1687年)に社司の中原伊豆守の願いにより神祇官より正一位の宣旨を与えられた。

## 境内社
境内社は稲荷神社、若宮神社、菅原神社などがある。稲荷神社については「一統志」にも見える。